# Clytellus selebensis
Clytellus selebensis es una especie de escarabajo longicornio del género Clytellus, tribu Clytellini, orden Coleoptera. Fue descrita científicamente por Gestro en 1877.

## Descripción
Mide 4,95-6 milímetros de longitud.

## Distribución
Se distribuye por Indonesia.